# Dorsale delle Tonga-Kermadec
La dorsale delle Tonga-Kermadec è una dorsale oceanica situata nella parte sudoccidentale dell'Oceano Pacifico, al di sotto dell'arco insulare delle isole Tonga-Kermadec.
La dorsale è la più lineare, di veloce convergenza, nonché quella con il margine di subduzione a più alta attività sismica del pianeta; di conseguenza ha la più alta densità di vulcani sottomarini.

## Caratteristiche
La dorsale delle Tonga-Kermadec si estende per oltre 3.000 km in direzione nord-nordest a partire dall'Isola Nord della Nuova Zelanda. La placca pacifica va in subduzione verso ovest al di sotto della placca australiana proprio lungo questa dorsale. La catena sottomarina di Louisville la suddivide in due segmenti, a nord la dorsale delle Tonga e a sud la dorsale delle Kermadec.
Sul suo fianco occidentale, la dorsale è fiancheggiata da due bacini di retroarco, il bacino delle Lau e la fossa delle Tonga (o bacino Havre), che cominciarono ad aprirsi rispettivamente 60 e 2 milioni di anni fa. Assieme a queste due bacini più giovani, la dorsale forma il complesso bacino di avantarco/retroarco Lau-Tonga-Havre-Kermadec, che ha un'età di 100 milioni di anni e tende a migrare in direzione est.
L'estensione nel bacino Lau-Havre risulta avere una velocità di subduzione più elevata della zona di convergenza lungo il margine tra la placca australiana e quella pacifica. Le velocità di estensione, subduzione e convergenza in questo complesso aumentando andando verso nord, con la subduzione che è compresa tra 6 e 24 cm/anno e l'estensione tra 91 e 159 mm/anno.
Di conseguenza la dorsale delle Tonga-Kermadec si muove in modo indipendente da entrambe le placche tettoniche e forma la placca delle Tonga-Kermadec, a sua volta frammentata nelle microplacche Niuafo'ou, Tonga e Kermadec.

## Flussi lavici
I mantle plume del punto caldo delle Samoa e del punto caldo di Louisville contribuiscono alla formazione di lava di due isole settentrionali dell'arcipelago delle Tonga, Tafahi e Niuatoputapu; il basalto di isola oceanica originato dal punto caldo delle Samoa risale a 3-4 milioni di anni fa, quando cessò la subduzione nell'abisso Vitjaz' 2 (a nordovest di Tonga). La lava della catena sottomarina di Louisville è stata generata tra 90 e 80 milioni di anni fa, ma ha cominciato ad andare in subduzione al di sotto della dorsale delle Tonga-Kermadec soltanto 8 milioni di anni fa.
I plateau Hikurangi e Manihiki, situati rispettivamente a nord e a sud della dorsale, fanno parte della grande provincia ignea Ontong Java-Hikurangi-Manihiki, il più grande evento vulcanico avvenuto sulla Terra durante gli ultimi 200 milioni di anni.
La fossa Osbourn, situata subito a nord dell'intersezione tra Tonga-Kermadec e Louisville, è il paleo centro di espansione tra i plateau Hikurangi e Manihiki, al di là dei quali l'età della placca pacifica cresce da 85 a 144 milioni di anni. La subduzione del plateau Hikurangi al di sotto della Nuova Zelanda e della parte meridionale dell'arco insulare delle Kermadec, ha prodotto grandi volumi di lava e una alta densità di vulcani nell'arco. La collisione iniziale tra Hikurangi e Kermadec è avvenuta 250 km più a nord, in un punto dove è già stato subdotto un pezzo della grande provincia ignea Ontong Java-Hikurangi-Manihiki.